# Stelis acuminata
Stelis acuminata är en orkidéart som beskrevs av Carlyle August Luer och Alexander Charles Hirtz. Stelis acuminata ingår i släktet Stelis och familjen orkidéer. Inga underarter finns listade i Catalogue of Life.